# Peña Cebollera
Peña Cebollera, Cebollera Vieja o pico de las Tres Provincias es una montaña situada en el extremo de los cordales principal y occidental de la sierra de Ayllón, en el Sistema Central de la península ibérica. Con una altitud de 2128 m sobre el nivel del mar, se trata del punto de confluencia de los límites de las provincias española de Madrid, Guadalajara y Segovia, señalizado este hecho con un monolito en la cima. Se alza sobre el puerto de Somosierra, paso clave en las comunicaciones del centro de España, y la localidad del mismo nombre, punto de acceso más inmediato para los excursionistas que realizan la ascensión.

## Situación orográfica
Consta de un pico principal y de sus consecuentes subsidiarios, entre los que destacan la peña de los Abantos (2124 m s. n. m.) y el cerro del Recuenco (2084 m s. n. m.). El cordal en que se encuentra se denomina sierra Cebollera, extendiéndose desde este pico hacia el sur hasta la Cebollera Nueva (1834 m s. n. m.) por el Cerro del Recuenco (2083 m s. n. m.), la Cabeza del Tempraniego (2069 m s. n. m.), el Cuchar Quemado (2045 m s. n. m.) y el alto de la Fuente de Cabezuelas (1885 m s. n. m.).

## Geología
En su cara este y como resultado de la acumulación de nieve durante la Edad de Hielo, favorecida por los vientos predominantes, alberga los restos de dos aparatos glaciares: el de la Garganta, con orientación NE y una fuerte pendiente, y el del Recuenco, que forma una hoya de relieve más suave al ESE de la cumbre.

## Hidrografía
En sus estribaciones nacen los ríos Jarama, al sur, y Duratón, al oeste. Robles, encinas y pinos, en especial grandes repoblaciones de pino silvestre, se encuentran en la zonas más bajas de sus faldas además de encontrarse, excepcionalmente, en la falda sur del cordal, Jarama abajo, el hayedo de Montejo y, en la falda oeste, el abedular de Somosierra. 

## Situación actual
Por el este, tras la amenaza que suponía la posible instalación de una base militar en la cumbre del pico del Lobo hasta que en 2004 dejó de ser zona de interés estratégico-militar, el 8 de noviembre de 2005 el Consejo de Gobierno de la Junta de Comunidades de Castilla-La Mancha por Decreto declaró su protección natural mediante la creación de la Reserva Natural del Macizo del Lobo-Cebollera, que se extiende por el cordal que une la peña Cebollera y el Lobo en una zona natural prácticamente virgen.